# EG Возничего
EG Возничего (лат. EG Aurigae) — одиночная переменная звезда в созвездии Возничего на расстоянии (вычисленном из значения параллакса) приблизительно 2600 световых лет (около 797 парсеков) от Солнца. Видимая звёздная величина звезды — от +13,7m до +12,4m.

## Характеристики
EG Возничего — красный гигант, пульсирующая полуправильная переменная звезда типа SRB (SRB) спектрального класса M6,5 или M7. Радиус — около 79,65 солнечных, светимость — около 688,357 солнечных. Эффективная температура — около 3313 К.